# Крашев-Великий
Крашев-Великий (пол. Kraszew Wielki) — село в Польщі, у гміні Дмосін Бжезінського повіту Лодзинського воєводства.
Населення — 46 осіб (2011).
У 1975-1998 роках село належало до Скерневицького воєводства.

## Демографія
Демографічна структура станом на 31 березня 2011 року:
|          | Загалом | Допрацездатний вік | Працездатний вік | Постпрацездатний вік |
| -------- | ------- | ------------------ | ---------------- | -------------------- |
| Чоловіки | 22      | 5                  | 13               | 4                    |
| Жінки    | 24      | 2                  | 10               | 12                   |
| Разом    | 46      | 7                  | 23               | 16                   |